# صادق قطب زاده
صادق قطب زاده (ت. 1402 هـ / 1982 م) أحد الوزراء في بداية ثورة الخميني وقد عارض ولاية الفقية وقد أيده أحد المراجع الدينية وتم إعدامه وإجبار المرجع الديني على الاعتذار علنا في التلفزيون الرسمي الإيراني وطرده من المرجعية.

## النشأة والتعليم
ولد قطب زاده في مدينة أصفهان عام 1936. وله أخت وأخ. كان والده تاجرا ثريا للأخشاب.
كطالب ، كان ناشطًا في الفرع الطلابي للجبهة الوطنية بعد الإطاحة بالرئيس محمد مصدق عام 1953. غادر إيران عام 1959 بعد اعتقاله مرتين بسبب أنشطته المعارضة لنظام الشاه. عاش في أوروبا والولايات المتحدة وكندا. كان قطب زاده من أنصار الجبهة الوطنية الإيرانية . بالإضافة إلى ذلك ، كان أحد كبار أعضاء حركة الحرية الإيرانية بقيادة مهدي بازركان في الستينيات.

### علاقته بحافظ الأسد
ذكر المحرر پاتريك سيل في كتابه (الأسد الصراع على الشرق الأوسط) بأن الرئيس حافظ الأسد كان قد منح صادق قطب زاده الجنسية السورية ليمكنه من القيام بنشاطه المعادي للشاه في السبعينات وهو متنكر كمراسل صحفي لجريدة الثورة الدمشقية اليومية في باريس.

## اعتقالة وإعدامه
قُبض على قطب زاده لأول مرة في 7 نوفمبر 1980 بتهمة التخطيط لقتل آية الله الخميني وانتقاد حزب الجمهورية الإسلامية ووضعه في سجن إيفين . أطلق سراحه في 10 نوفمبر عندما تدخل آية الله الخميني.

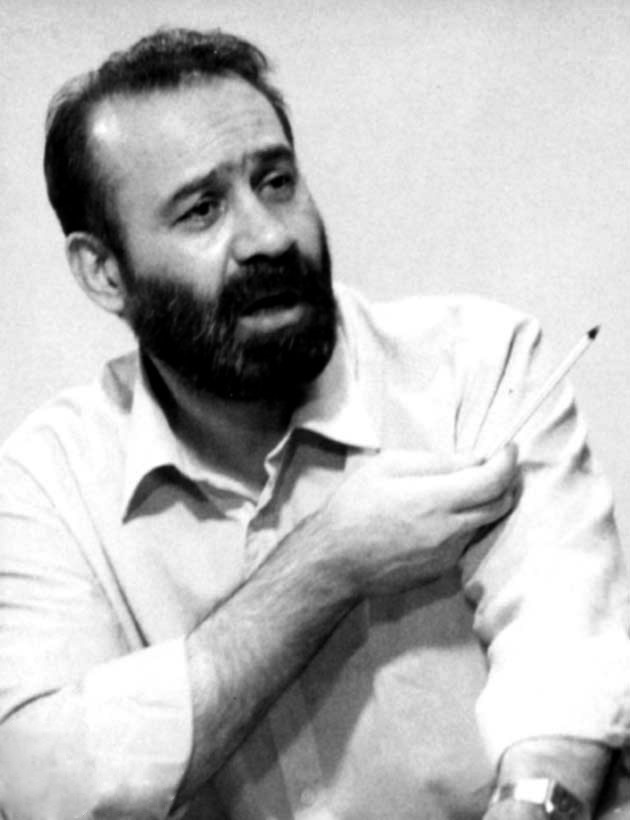
قطب زاده أثناء المحاكمة

في 8 أبريل 1982 ، قُبض عليه مع مجموعة من ضباط الجيش ورجال الدين وجميعهم متهمون بالتخطيط لاغتيال آية الله الخميني والإطاحة بالجمهورية الإسلامية. .وبدأت محاكمة قطب زاده في أغسطس / آب 1982 ونفى أمام المحكمة الاتهامات لكنه أكد وجود مؤامرة لإسقاط الحكومة الإسلامية وتشكيل «جمهورية حقيقية». ويقال إن اعترافاته القسرية ، التي تم بثها ، لم تأت إلا بعد تعذيب شديد من جانب الشرطة الإيرانية. في أواخر 15 سبتمبر 1982 في سجن إيفين بطهران ، أطلق النار على قطب زاده رميا بالرصاص بعد محاكمة استمرت 26 يوما وبعد أن أدانته المحكمة الثورية العسكرية وحكمت عليه بالإعدام. كان يبلغ من العمر 46 عامًا.

## روابط خارجية
- صادق قطب زاده على موقع الموسوعة البريطانية (الإنجليزية)
- صادق قطب زاده على موقع مونزينجر (الألمانية)